# Vouwkano

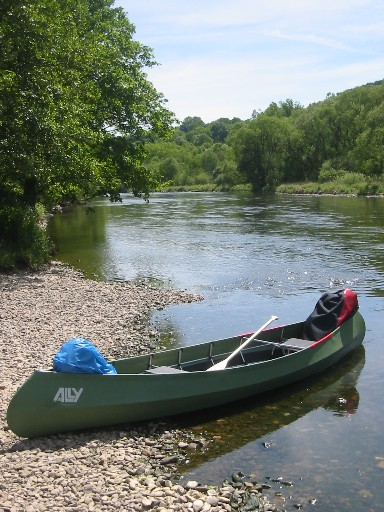
Canadese vouwkano van Ally

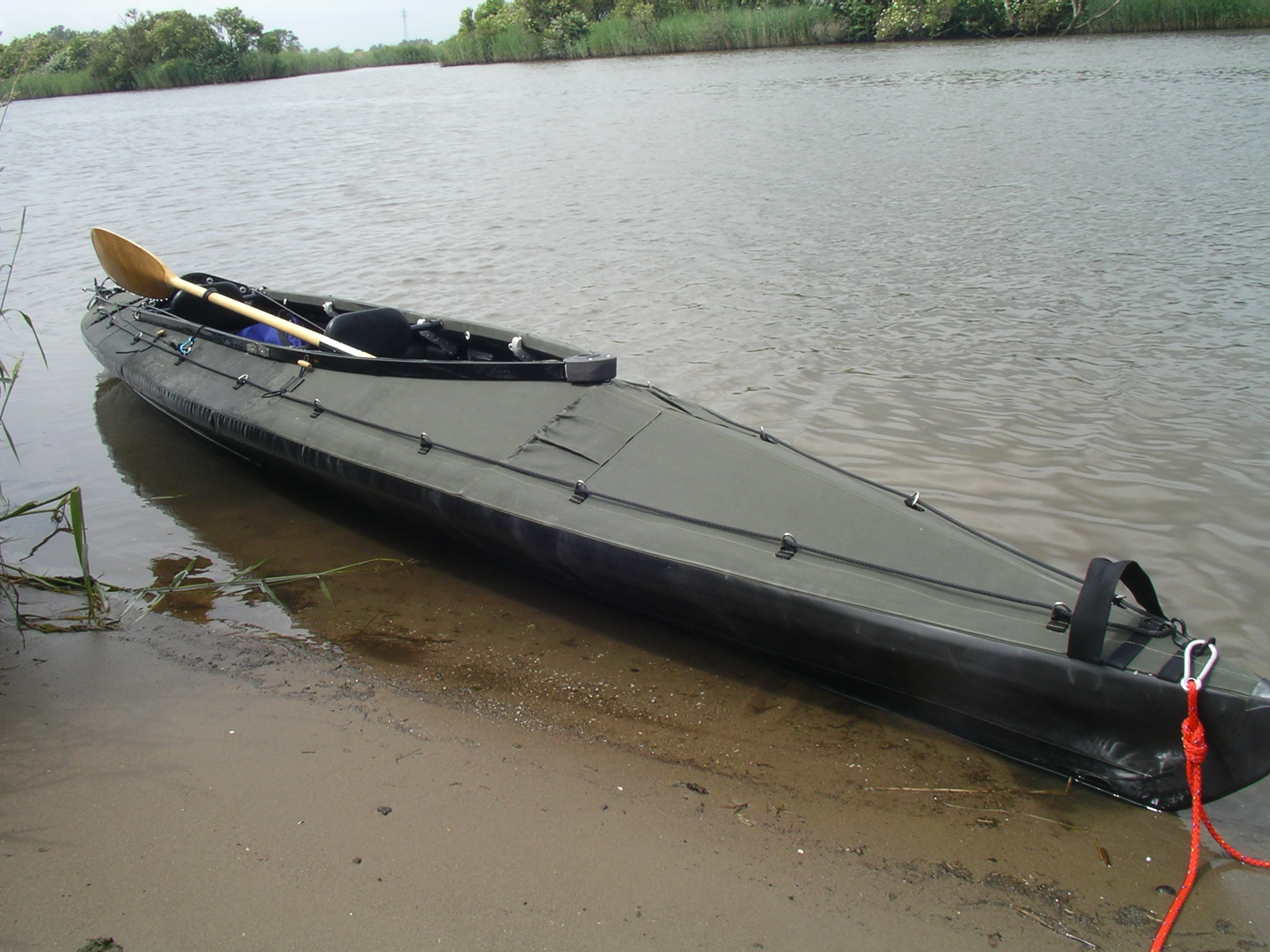
Klepper Aerius Quattro XT

Een vouwkano is een variant van de kano, die uit elkaar genomen en compact opgevouwen kan worden.
De constructie bestaat uit een geraamte dat uit losse delen bestaat en een losse, flexibele huid. Het geraamte kan opgebouwd worden terwijl het geheel of gedeeltelijk in de huid zit, of de huid is voorzien van een lange waterdichte rits op voor- of achterdek waarmee de boot na inschuiven van het geraamte afgesloten kan worden. Veel typen vouwkano hebben opblaasbare luchtkamers aan weerszijden, die voor het strak opspannen van de huid en voor extra stabiliteit en drijfvermogen zorgen. De Aerius Quattro XT van Klepper heeft twee luchtkamers boven elkaar aan elke kant, door de boven- en onderkant verschillend hard op te blazen kan de rompvorm, en dus ook de vaareigenschappen aangepast worden.
De meeste vouwkano's hebben min of meer het model van de kajak, hoewel veel tweepersoonstypen een grote kuip hebben en dus niet geheel 'overdekt' zijn. Typen zonder enig dek die overeenkomen met de open kano komen echter ook voor.
Vouwkano's worden vooral toegepast waar vervoer of opslag van een 'vaste' kano problemen geeft, zoals expedities, door kleinbehuisden of voor tochten waar voor de terugreis openbaar vervoer gebruikt moet worden. Ook militair worden ze gebruikt door speciale eenheden.
In tegenstelling tot opblaaskano's zijn de vaareigenschappen van vouwkano's ongeveer gelijkwaardig met die van 'vaste' kano's. Door de luchtkamers opzij aan weerszijden zijn ze bijzonder stabiel, zelfs zo dat er ook redelijk goed mee gezeild kan worden.